# بلديات ألمانيا

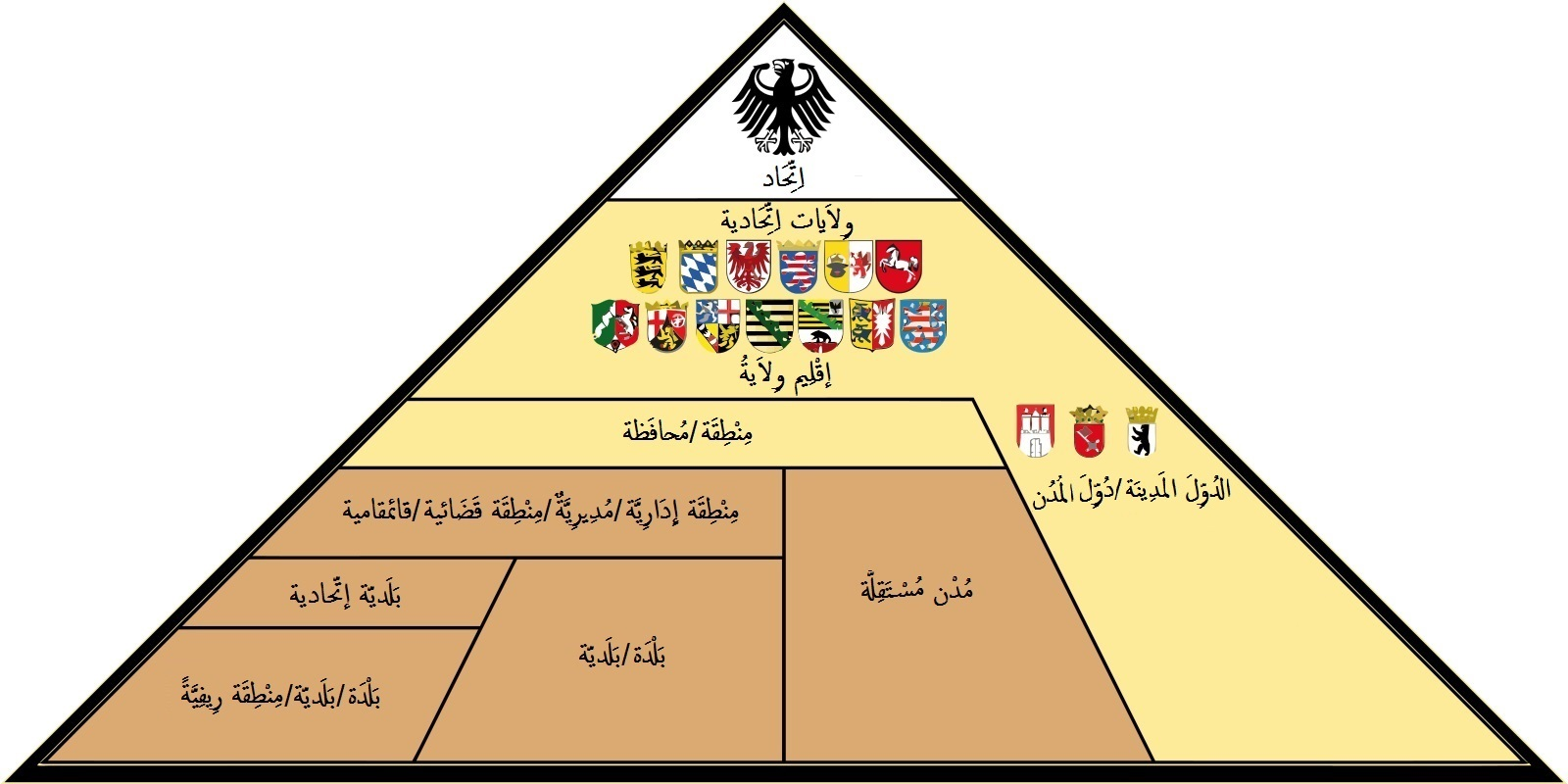
هرم التقسيم الإداري في ألمانيا

البلدة في ألمانيا (بالألمانية: Gemeinde) هي أصغر تقسيم إداري حسب النظام السياسي في ألمانيا يمكنه إدارة شؤون السكان في تلك المنطقة. تأتي البلدة في الترتيب الرابع عادةً حسب التقسيم الإداري في ألمانيا.

## اقرأ أيضاً
- أقضية ألمانيا